# Andreas Achenbach
Andrea Achembach (Kassel, 29 settembre 1815 – Düsseldorf, 1º aprile 1910) è stato un pittore tedesco specializzato in paesaggi. È considerato tra i fondatori della scuola realistica tedesca. Era fratello del pittore Oswald Achenbach.

## Biografia
Iniziò la propria formazione artistica giovanissimo, entrando nel 1827 nell'Accademia di Pittura di Düsseldorf, sotto la guida di Friedrich Wilhelm Schadow.
Studiò a San Pietroburgo e viaggiò attraverso l'Italia, i Paesi Bassi e la Scandinavia.
In questi primi anni di attività seguiva la scuola del romanticismo tedesco, fortemente influenzato dall'idealismo; ben presto però, trasferitosi a Monaco di Baviera nel 1835, subì fortemente l'influsso di Louis Gurlitt, pittore allora noto e ammirato. 

Iniziò dunque a percorrere nuove strade, fino a diventare il fondatore del realismo pittorico tedesco. 
Si specializzò in quadri di paesaggio e anche in essi riuscì a manifestare il proprio personale temperamento e la propria volontà artistica; fu certamente un maestro della tecnica pittorica, ma la sua importanza fu essenzialmente quella del riformatore, storicamente importante per il passaggio dal romanticismo al realismo.
Il fratello minore, Oswald, anch'egli apprezzato pittore, ne subì l'influsso.
Un gran numero delle sue opere più significative sono conservate nei maggiori musei tedeschi: presso la Nationalgalerie di Berlino, la Neue Pinakothek di Monaco di Baviera e le gallerie di Dresda, Darmstadt, Colonia, Düsseldorf, Lipsia e Amburgo.
Presso la Galleria d'Arte Moderna di Milano sono esposte le sue opere Marina agitata sotto un cielo burrascoso (1853) e Tramonto dopo un temporale a Porto Venere nel golfo della Spezia (1857).

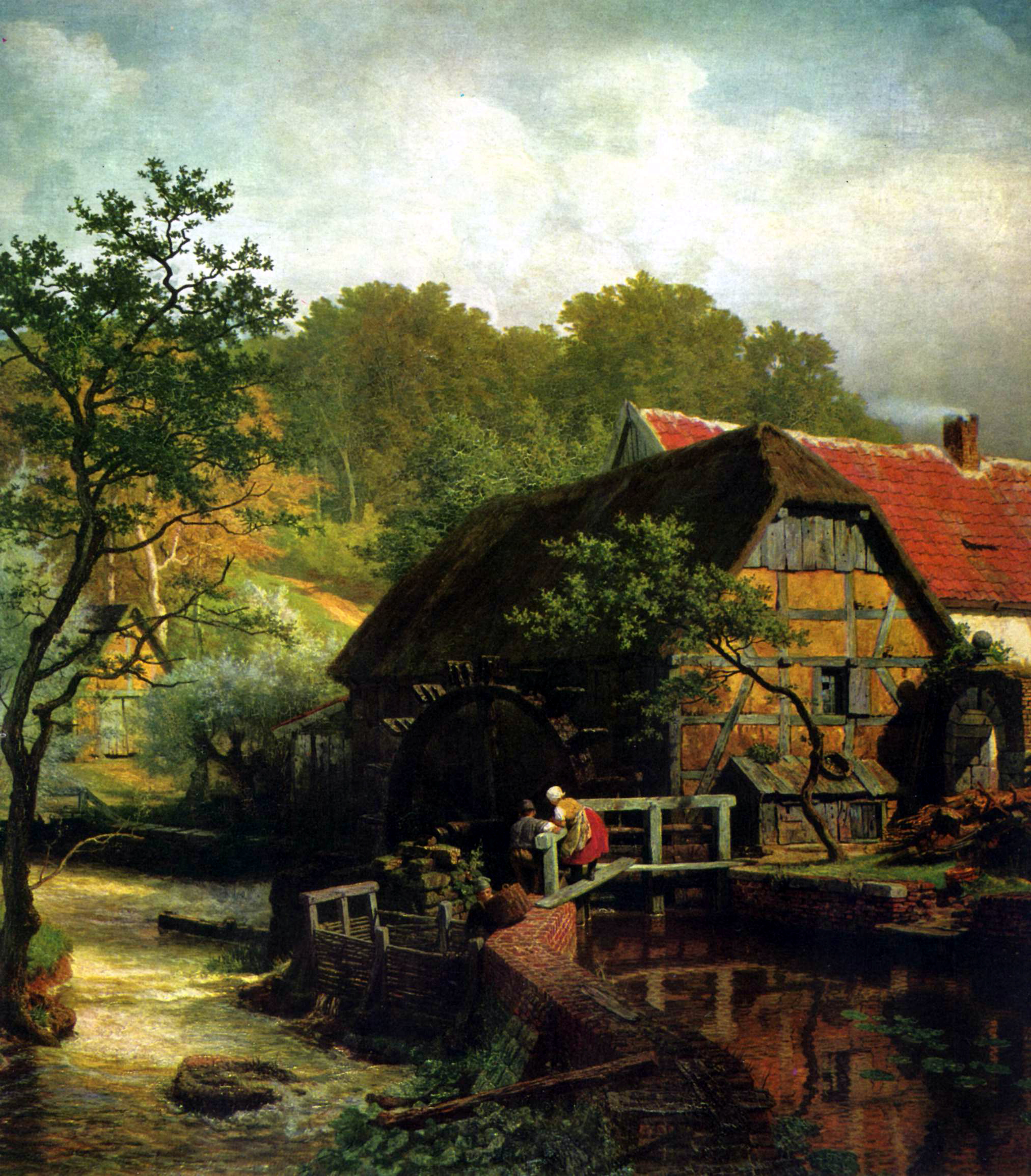
Mulino in Vestfalia, 1863